# Kim Jin-hyeon
Kim Jin-hyeon (kor. 김진현; * 6. Juli 1987 in Suwon) ist ein südkoreanischer Fußballspieler.

## Karriere

### Verein
Kim Jin-hyeon erlernte das Fußballspielen in der Universitätsmannschaft der Dongguk University in Südkorea. 2009 ging er nach Japan und unterschrieb seinen ersten Profivertrag bei Cerezo Osaka. Der Verein aus Osaka, einer Stadt in der Präfektur Osaka spielte in der zweithöchsten japanischen Liga, der J2 League. 2009 wurde er mit Osaka Vizemeister und stieg in die  erste Liga auf. In der ersten Liga, der J1 League, spielte mit dem Klub fünf Jahre. Ende 2014 musste er mit dem Verein wieder den Weg in die zweite Liga antreten. Nach zwei Jahren stieg der Verein als Tabellenvierter wieder in die erste Liga auf. 2017 stand er mit Osaka im Endspiel des J. League Cup und des Kaiserpokals. Im J. League Cup besiegte man im Endspiel Kawasaki Frontale mit 2:0, im Endspiel des Emperor’s Cup gewann man 2:1 gegen die Yokohama F. Marinos. Den japanischen Supercup gewann er 2018. Hier besiegte man Kawasaki Frontale mit 3:2.

### Nationalmannschaft
Kim Jin-hyeon spielte von 2005 bis 2007 in den Juniorennationalmannschaften U18, U19 und der U20. 2007 spielte er mit der U20 bei der U-20-Fußball-Weltmeisterschaft. Hier erreichte er mit Japan das Achtelfinale, das man aber mit 4:3 gegen Tschechien verlor. Von 2012 bis 2018 spielte er in der südkoreanischen Nationalmannschaft. Sein Debüt im Nationalteam gab er am 30. Mai 2012 in einem Freundschaftsspiel gegen Spanien im Stade de Suisse in Bern.

## Erfolge
Cerezo Osaka
- Japanischer Zweitligavizemeister: 2009  ▲
- Japanischer Ligapokalsieger: 2017
- Japanischer Pokalsieger: 2017
- Japanischer Supercup-Sieger: 2018